# Saint-Thomé

Saint-Thomé este o comună în departamentul Ardèche din sud-estul Franței. În 1 ianuarie 2022 avea o populație de 475 de locuitori.